# 惲彥彬
惲彥彬（1838年—1920年），字次遠、号樗園、次園，江蘇省陽湖縣（今江蘇省常州市）人，清朝政治人物、進士出身。惲光宸之子。
同治十年（1871年）辛未科進士，改庶吉士。光緒八年，任司經局洗馬，后升任左春坊左庶子、日講起居注官。光緒十八年，任詹事府詹事。光緒十二年，任內閣學士。光緒二十年，任廣東學政。光緒二十一年，任工部右侍郎。